# Pieter Pestman
Pieter Willem Pestman (Ámsterdam, 28 de abril de 1933-Pancalieri, 14 de mayo de 2010) fue un profesor holandés de la Universidad de Leiden y distinguido erudito. Ha publicado numerosos trabajos sobre papirología demótica y griega.

## Biografía
Pieter Willem Pestman estudió ciencias del derecho en la Universidad de Utrecht, donde se licenció en 1953. Posteriormente estudió papirología y derecho egipcio antiguo en la Universidad de Leiden. En 1960-61, pasó tres meses en París para estudiar demótica con Michel Malinine (1900-1977). Se doctoró en 1961 con la tesis El matrimonio y los bienes matrimoniales en el antiguo Egipto.
Tras su doctorado, fue investigador asociado en el Instituto de Papirología de la Universidad de Leiden, del que fue nombrado director en 1969. En 1982 y 1983 fue decano de la Facultad de Derecho de la Universidad de Leiden. Desde 1985 es miembro de la Real Academia de Ciencias, Letras y Bellas Artes de Bélgica y, desde 1992, de la Real Academia de Artes y Ciencias de los Países Bajos. Ese mismo año recibió el doctorado honoris causa de la Universidad de Bolonia. En 1998 se jubiló.